# Gerhard Krois
Gerhard Krois (* 13. Oktober 1945 in Deutschlandsberg; † 11. Oktober 2020 ebenda) war ein österreichischer Fußballspieler auf der Position eines Stürmers, sowie jahrzehntelanger Gemeindebediensteter (Beamter) und Fußballfunktionär.

## Leben und Karriere

### Laufbahn als Fußballspieler
Gerhard Krois wurde am 13. Oktober 1945 im heute denkmalgeschützten Rathaus von Deutschlandsberg geboren und wuchs hier bei seinen Großeltern in einer Wohnung im zweiten Stock des Rathauses auf. Noch in jungen Jahren begann er mit dem Fußballspielen und schaffte bereits als 14-Jähriger den Sprung in die auf der Jahnwiese spielende Herrenmannschaft des Deutschlandsberger SC, bei dem er in weiterer Folge ein torgefährlicher Angriffsspieler wurde. Aufgrund seiner Torgefährlichkeit erhielt er im Jahre 1968 einen Vertrag beim steirischen Topklub Grazer AK, der zu diesem Zeitpunkt in der Nationalliga, der damals höchsten Spielklasse Österreichs, vertreten war. Dort kam er im Verlauf der Saison 1968/69 mehrfach zum Einsatz und konnte sich auch hier des Öfteren als Torschütze eintragen – so kam er laut weltfussball.de in mindestens neun Spielen der Nationalliga zum Einsatz, in denen er vier Tore erzielte. Des Weiteren brachte er es zumindest zu zwei für ihn persönlich torlose Einsätze für den GAK im österreichischen Fußballpokal 1968/69, in dem die Grazer im Achtelfinale gegen den SK Austria Klagenfurt ausschieden. Hinzu kam ein Einsatz im Europapokal der Pokalsieger 1968/69, für den sich die Grazer nach einer Finalteilnahme am ÖFB-Cup 1967/68 qualifiziert hatten – der eigentlich qualifizierte Pokalsieger SK Rapid Wien wurde in derselben Saison Meister und nahm bereits am Europapokal der Landesmeister 1968/69 teil, weshalb der Pokalfinalist den Startplatz im Europapokal der Pokalsieger einnahm. Hierbei kam er am 3. Oktober 1968 beim Rückspiel der ersten Runde gegen ADO Den Haag zum Einsatz. Der Grazer AK schied noch in dieser Runde nach einem Gesamtergebnis von 1:6 aus Hin- und Rückspiel frühzeitig aus dem Turnier aus. Am Ende der nationalen Meisterschaft belegte er mit den Rotjacken in der Abschlusstabelle den zehnten Platz. Nach nur einer Spielzeit in der höchsten Spielklasse des Landes kehrte Krois daraufhin wieder in seine Heimat zurück und spielte noch viele Jahre als erfolgreicher Torschütze mit den Deutschlandsbergern in der Landesliga. In dieser konnte er mit der Mannschaft in der Saison 1973/74 sogar den Meistertitel feiern. Im Laufe seiner Karriere wurde er neunmal – seltener werden auch siebenmal genannt – Torschützenkönig der Landesliga und stellte in dieser Zeit mit 44 Treffern in einer Saison einen bis heute (Stand: 2020) ungebrochenen Rekord in der steirischen Landesliga auf. Insgesamt zwölfmal gehörte er der österreichischen Fußball-Olympiaauswahl an und kam für diese mitunter in Spielen gegen die Schweiz und Jugoslawien zum Torerfolg. Außerdem trug er unzählige Male den Dress der steirischen Fußballauswahl. 1972 löste er Hans Klug als Trainer der Deutschlandsberger Kampfmannschaft ab und trainierte die Mannschaft daraufhin bis 1976. Im Jahre 1980 übernahm er von Gernot Fraydl ein weiteres Mal das Traineramt beim DSC.

### Berufslaufbahn und Funktionärstätigkeit
In seiner Jugend erlernte Krois den Beruf eines Kfz-Elektrikers, leistete danach seinen Präsenzdienst beim Bundesheer ab und hatte danach verschiedene Anstellungen als Feinmechaniker in Graz und Deutschlandsberg. Nach seiner Rückkehr vom Grazer AK wechselte Krois 1969 ins Gemeindewesen, wo er bis zum  Oberamtsrat aufstieg. Innerhalb der Gemeinde fungierte er als Referent für Schulen, das Wahlreferat, Registratur oder Personalvertretung und galt zudem als leistungsorientiertes Organisationstalent. So war es Krois, der im Jahre 1986 erstmals die sogenannte Weltradsportwoche nach Deutschlandsberg brachte. Diese entwickelte sich aus dem Event Tage des Sattels, aus dem kurze Zeit später die FIS-RSC Weltradsportwoche wurde, die 1973 zum ersten Mal in Hartberg stattfand und dort bis 1986 alljährlich ausgetragen wurde. Nachdem diese 25 Mal in Deutschlandsberg stattfand und für die Region eine Wertschöpfung von fast einer Million Euro bedeutete, kehrte die Veranstaltung im Jahr 2013 wieder nach Hartberg zurück.
Im Jahre 1980 – laut anderen Quellen auch 1981 – begann er parallel zu seiner beruflichen Tätigkeit seine Mitarbeit am Steirischen Fußballverband, dessen Vorstand er von 1980 bis 2019 über 39 Jahre hinweg als Klassenreferent angehörte. Nach der Wiedereinführung der Regionalliga Mitte war Krois als Mitglied der Paritätischen Kommission alle drei Jahre als Obmann des Spiel- und Klassenausschusses für die Bewerbsabwicklung der dritthöchsten österreichischen Spielklasse zuständig und war bereits vor Wiedereinführung der Regionalligen ein Mitglied des „Schnellsenates“, der sofort nach Spielende über die Sperre von ausgeschlossenen Spielern entschied. 2007 übernahm er von Josef „Sepp“ Pösinger (1932–2017) die Leitung der Kommission für Sportstätten und Sicherheit. In dieser Funktion besuchte er nahezu jeden Fußballplatz seines Heimatbundeslandes und führte unzählige Beratungsgespräche mit Vereinen, Gemeinden, Bauträgern und Architekten über die Neuerrichtung oder den Umbau von Sportstätten und konnte damit wesentlich zur sehr guten Fußball-Sportstätteninfrastruktur in der Steiermark beitragen. Daneben gehörte Krois auch zur ÖFB-Kommission für Stadien und Sicherheit. Stets hielt er seinem Heimatverein, dem er über Jahrzehnte hinweg als Vorstand (unter anderem auch als Obmann) angehörte, die Treue. Bis zuletzt besuchte er die Spiele der Kampfmannschaft des Deutschlandsberger SC.
Mit 69 Jahren zog sich Krois Anfang des Jahres 2015 nach über 20 Jahren als Tourismusobmann zurück und wurde mit dem Ehrenring der Stadtgemeinde Deutschlandsberg geehrt. Während seines Wirkens stieg die Zahl der Tourismusbetriebe in der Region von 582 auf 862, womit der Tourismus zu einem immer wichtigeren Wirtschaftszweig in der Region geworden war. Nachdem er bereits 2016 darüber nachgedacht hatte, sich ab 2018 aus den Agenden des Steirischen Fußballverbandes zurückzuziehen, blieb er dem Verband bis zum Jahr 2019 erhalten. Mit seinem Rücktritt wurde das zweit längstdienende StFV-Funktionär vom amtierenden Präsidenten des steirischen Fußballverbandes, Wolfgang Bartosch, bei der StFV-Hauptversammlung als Ehrenmitglied ausgezeichnet. Seine Tätigkeit beim ÖFB, bei dem er seit über 30 Jahren für die Regionalliga Mitte, sowie Stadien und Sicherheit zuständig war, übte er bis zu seinem Ableben aus. Bei der StFV-Hauptversammlung, bei der auch der amtierende ÖFB-Präsident Leo Windtner zugegen war, wurde er von ebendiesem mit dem Goldenen Ehrenzeichen des ÖFB, der höchsten Auszeichnung des Fußball-Bundes, ausgezeichnet.
Am 11. Oktober 2020 starb Krois, zwei Tage vor seinem 75. Geburtstag, in seiner Heimatstadt Deutschlandsberg. Nach einer Betstunde am 16. Oktober 2020 in der Pfarrkirche Deutschlandsberg fand am 17. Oktober 2020 ebenfalls in der Stadtpfarrkirche Deutschlandsberg die Urnenverabschiedung statt. Er wurde von seiner Ehefrau Christa, seinem Sohn Gerhard, vier Enkeln, sowie seinem Bruder überlebt.

## Erfolge
- 1× Meister der Landesliga Steiermark
- 9× Torschützenkönig der Landesliga Steiermark
- Rekordtorschütze der Landesliga Steiermark in einer Saison: 44 Tore